# ناناکو ماتسوشیما
ناناکو ماتسوشیما (انگلیسی: Nanako Matsushima؛ زادهٔ ۱۳ اکتبر ۱۹۷۳) هنرپیشه اهل ژاپن است. وی از سال ۱۹۹۲ میلادی تاکنون مشغول فعالیت بوده‌است.
از فیلم‌هایی که وی در آن نقش داشته است، می‌توان به حلقه اشاره کرد.